# Даниел Митов
Даниел Павлов Митов е български политолог и политик от партиите Демократи за силна България (2006-2012), Движение „България на гражданите“ (2012) и ГЕРБ (от 2021).

## Биография
През 2002 г. завършва политология в Софийския университет „Св. Климент Охридски“. През 2001 – 2002 г. специализира политически умения в Центъра за продължаващо обучение на НБУ. Участва в програмите за обмен „Маршал“ на Marshall Memorial Fund (German Marshall Fund of the US), както и в „Programme des personnalites d’avenir“ на френското външно министерство. Член на Младежкия консервативен клуб (МКК) от 2000 г.

### Професионална кариера
През 2002 г. започва работа в Политическата академия за Централна и Югоизточна Европа и като член на редакционния екип на списание „Разум“. Работи като експерт в отдел „Публикации“ на НСИ. От 2006 г. е изпълнителен директор на фондация „Демокрация“.
През 2010 г. заминава в мисията на Националния демократически институт (НДИ) на САЩ в Ирак, където е програмен мениджър на Програмата за развитие и подпомагане на политическите партии. През 2012 г. се завръща в България, но скоро след това е назначен за постоянен представител на НДИ в Брюксел. Като представител на НДИ, работи и в Либия, Конго, Украйна, Йемен, Тунис и др.

### Политическа кариера
През 2006 г. става член на партия Демократи за силна България (ДСБ) и се кандидатира на частичните избори за европейски парламент през 2007 г. Изборите завършват неуспешно за партията и цялото ѝ ръководство, начело с лидера Иван Костов, подава оставка. При избора на ново ръководство Даниел Митов се кандидатира и е избран за заместник-председател на ДСБ. На парламентарните избори през 2009 г. е кандидат за депутат и водач на пропорционалната листа на Синята коалиция в 13-и Пазарджишки избирателен район, но не успява да влезе в парламента.
През 2012 г. Даниел Митов, заедно с Прошко Прошков, Петър Николов и Христо Ангеличин, напуска ДСБ и се присъединява към партията Движение България на гражданите, основана от бившата еврокомисарка Меглена Кунева. Избран е за член на Националния съвет на партията и остава такъв до есента на 2012 г., когато поради ангажиментите си към НДИ се оттегля от политиката.
През 2021 г. е избран за депутат от ГЕРБ-СДС в XLV народно събрание. След изборите през Юли 2021 е предложен за министър-председател в проектокабинета на ГЕРБ–СДС, но след като не получава нужната подкрепа в парламента, връща проучвателния мандат на Президента. От 13.05.2021 е зам.-председател на Герб

### Външен министър
На 6 август 2014 г. Даниел Митов е назначен от президента Росен Плевнелиев за министър на външните работи в служебното правителство на Георги Близнашки. Запазва поста и в следващото правителство – второто на Бойко Борисов.

### Вътрешен министър
На 16 януари 2025 г. Даниел Митов и избран от LI народно събрание за министър на вътрешните работи в правителството на Росен Желязков.

## Съдебни дела
На 12 декември 2018. срещу Даниел Митов и заместника му Христо Ангелчин е заведено дело заради договор на МВнР с туроператорска фирма. Обвинението към Митов първоначално е престъпление по служба, а впоследствие е променено на злоупотреба с доверие заради платени цени над обявеното от фирмата ценово предложение. През 2020 г. Даниел Митов е оправдан. Впоследствие Митов подава иск срещу прокуратурата за 110 000 лева за неимуществени вреди от незаконното обвинение.